# 23.º Ejército (Japón)
El 23.º Ejército japonés (第23軍, Dai-nijyusan gun) fue un ejército del Ejército Imperial Japonés durante la Segunda Guerra Mundial.

## Historia
El 23.º Ejército japonés se organizó el 26 de junio de 1941, por orden del Cuartel General Imperial. Fue transferido al control del Ejército Expedicionario de China el 12 de agosto del mismo año. Tenía su base en la provincia de Cantón y en la isla de Hainan para reemplazar al Ejército Japonés del Área Sur de China, que se disolvió el 26 de junio de 1941.
El 23.º Ejército japonés era principalmente una fuerza de guarnición para disuadir los posibles desembarcos de fuerzas aliadas en el sur de China. Estuvo involucrado en la batalla de Guilin-Liuzhou (parte de la Operación Ichi-Go) de agosto a noviembre de 1944. El 23.º Ejército japonés se rindió a las fuerzas del Kuomintang el 15 de agosto de 1945, con la rendición de Japón y se disolvió en Cantón.
Después de la guerra, Imamura, Sakai y Tanaka fueron juzgados y condenados por crímenes de guerra. Sakai y Tanaka fueron juzgados en China y ejecutados, mientras que Imamura recibió cadena perpetua por parte de un tribunal militar australiano. Fue puesto en libertad en 1954. Al considerar su propia sentencia demasiado indulgente, Imamura construyó su propia prisión en la que se encarceló hasta su muerte en 1967.

## Lista de comandantes

### Comandante en Jefe
| Nombre                           | Desde                  | Hasta                   |
| -------------------------------- | ---------------------- | ----------------------- |
| General Hitoshi Imamura          | 28 de junio de 1941    | 6 de noviembre de 1941  |
| Teniente General Takashi Sakai   | 6 de noviembre de 1941 | 1 de marzo de 1943      |
| Teniente General Hisaichi Tanaka | 1 de marzo de 1943     | 9 de septiembre de 1945 |

### Jefe de Estado Mayor
| Nombre                                 | Desde                    | Hasta                    |
| -------------------------------------- | ------------------------ | ------------------------ |
| Teniente General Seizo Arisue          | 28 de junio de 1941      | 15 de septiembre de 1941 |
| Teniente General Tadamichi Kuribayashi | 15 de septiembre de 1941 | 10 de junio de 1943      |
| Mayor General Yosuke Adachi            | 10 de junio de 1943      | 16 de diciembre de 1944  |
| Mayor General Katsunobu Uzawa          | 16 de diciembre de 1944  | 15 de abril de 1945      |
| Mayor General Naosuke Tomita           | 15 de abril de 1945      | 1 de septiembre de 1945  |